# Julia Tyler
Julia Gardiner Tyler (East Hampton (New York), 4 mei 1820 - Richmond (Virginia), 10 juli 1889) was de tweede echtgenote van Amerikaans president John Tyler en de first lady van het land tussen 1844 en 1845.

## First lady
Ze was de dochter van senator David Gardiner en werd opgevoed om terecht te komen in de betere kringen. In 1842 verhuisden de Gardiners naar Washington D.C. voor de vele feestjes tijdens de winter. Julia werd de onbetwiste schat van de hoofdstad. Haar schoonheid en charme trokken vele vooraanstaande mannen in de stad aan, waaronder president Tyler die sinds september van dat jaar weduwnaar was.
Julia, haar zuster Margaret en haar vader gingen mee op een presidentiële excursie op het nieuwe stoomfregat USS Princeton. Er werd een kanon afgevuurd als eresaluut maar dat werkte slecht en ontplofte; verscheidene omstaanders kwamen om waaronder David Gardiner, de vader van Julia. Tyler troostte Julia en ze verloofden zich in het geheim op het George Washington Bal in 1843. Tyler werd de eerste president die tijdens zijn ambtstermijn zou trouwen, op 26 juni 1844. Julia’s zuster Margaret was bruidsmeisje en haar broer Alexander getuige.
Dan werd het nieuws bekendgemaakt aan het Amerikaanse volk; er kwam veel publiciteit maar ook kritiek omdat het koppel dertig jaar in leeftijd scheelde. Tylers oudste dochter Mary voelde zich er ongemakkelijk bij om een stiefmoeder te hebben die vijf jaar jonger was dan zij.
De nieuwe mevrouw Tyler zei dat ze tijdens de laatste acht maanden van Tylers ambtstermijn "regeerde" als een first lady. Ze droeg wit satijn of zwarte kant omdat ze nog in de rouw was. Ze genoot van haar positie als First lady en vervulde die taak ook met verve. Voor recepties verwelkomde ze de gasten met pluimen in haar haren en de diensters in het wit gekleed achter haar. Ze zei ooit dat het de president plezier deed als mensen haar de hemel in prezen.
Tijdens de laatste maand van de ambtstermijn van Tyler gaf ze een bal voor meer dan 3000 gasten.

## Latere leven
Nadat de president afgetreden was, gingen ze naar de Sherwood Forst plantage in Charles City County (Virginia), en ze schonk hem nog zeven kinderen. (Tyler had zelf ook nog acht kinderen uit zijn eerste huwelijk met Letitia). Julia heerste als meesteres op de plantage tot aan de burgeroorlog. Nadat de hertogin van Sutherland alle Amerikaanse vrouwen aanspoorde om de afschaffing van de slavernij te steunen, antwoordde Julia in de Southern Literary Messenger in 1853 dat Sutherlands vraag een ongerechtvaardigde poging was om zich te moeien in de zaken van de Verenigde Staten.
John Tyler overleed begin 1862. Julia Tyler woonde toen als vluchtelinge in New York en was vrijwilligster voor de Confederatie. Het verlies van het Zuiden zorgde ervoor dat ze arm werd. Het Congres gaf in 1870 wel een pensioen aan Mary Lincoln. Julia Tyler gebruikte dit precedent om hulp te zoeken en in december 1880 kreeg ze een jaarlijkse bijdrage van $1200. Nadat president Garfield vermoord werd, kregen Mevrouw Garfield, Lincoln, Polk en Tyler $5000 per jaar.
Haar laatste levensjaren bracht ze door in Richmond, Virginia en ze stierf op 10 juli 1889 op 69-jarige leeftijd. Ze werd naast haar man begraven.